# ويليام غرين (لاعب كرة قدم)
ويليام غرين (بالإنجليزية: William Green)‏ هو لاعب كرة قدم ومدرب كرة قدم بريطاني، ولد في 5 ديسمبر 1881 في ويلز في المملكة المتحدة، وتوفي في 1966. لعب مع نوتينغهام فورست.